# Солсбери (Северная Каролина)
Солсбери (англ. Salisbury) — город и административный центр округа Роуан в штате Северная Каролина в США. По данным переписи 2010 года, население города составляет 33 663 человека. Солсбери знаменит своими безалкогольными напитками Cheerwine, региональным супермаркетом Food Lion и Национальной ассоциацией спортивных комментаторов и обозревателей.
В течение последних нескольких десятилетий, Солсбери поставил мощный рекорд по сохранению исторического наследия. В городе много исторических домов и коммерческих зданий, построенных в XIX веке и начале XX века, некоторые из которых по отдельности включены в Национальный реестр исторических мест США.

## География
По данным Бюро переписи населения США, площадь города составляет 46 км² и всё это занимает суша.

## Галерея

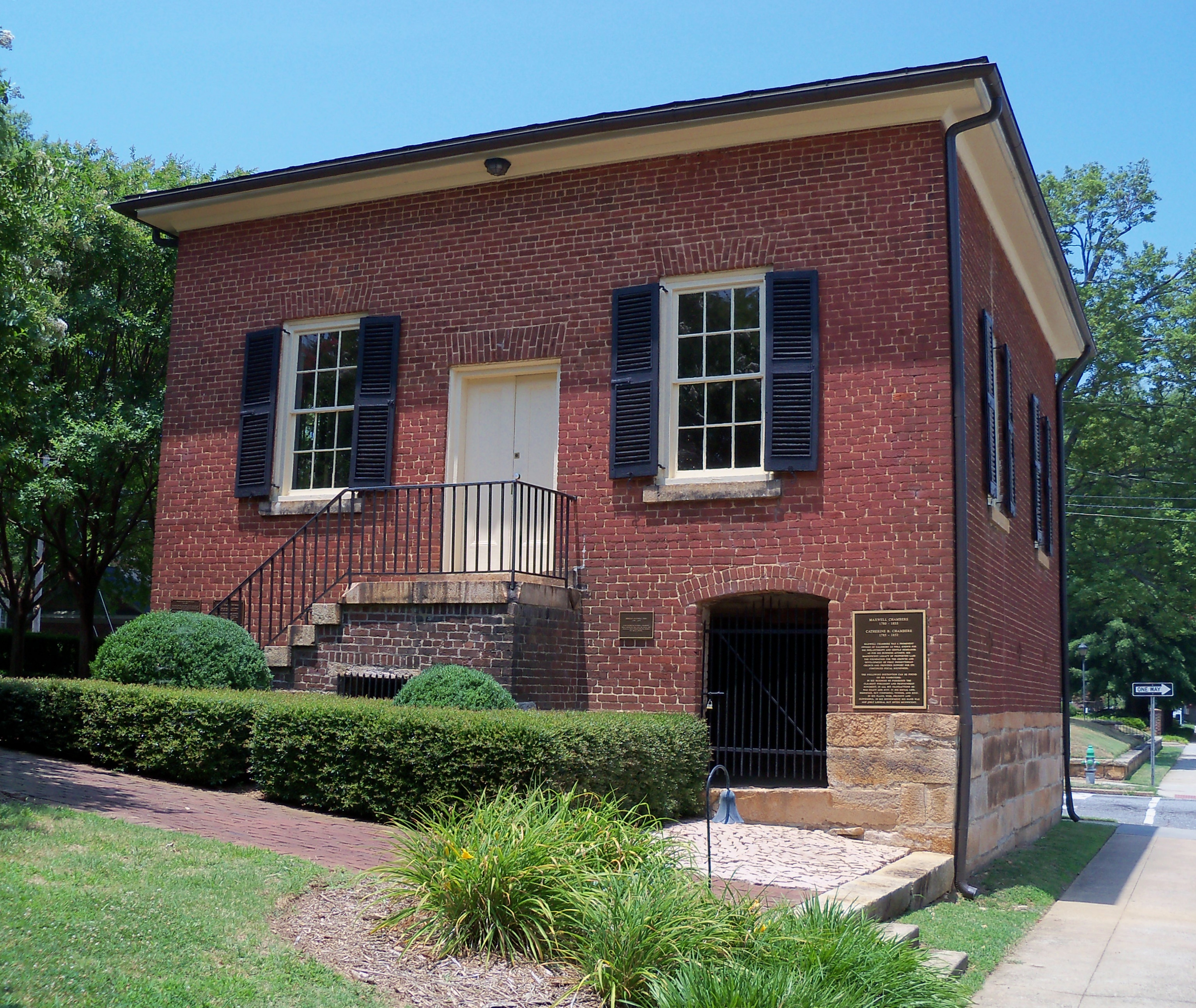
The Maxwell Chambers House (построен в 1820 году)
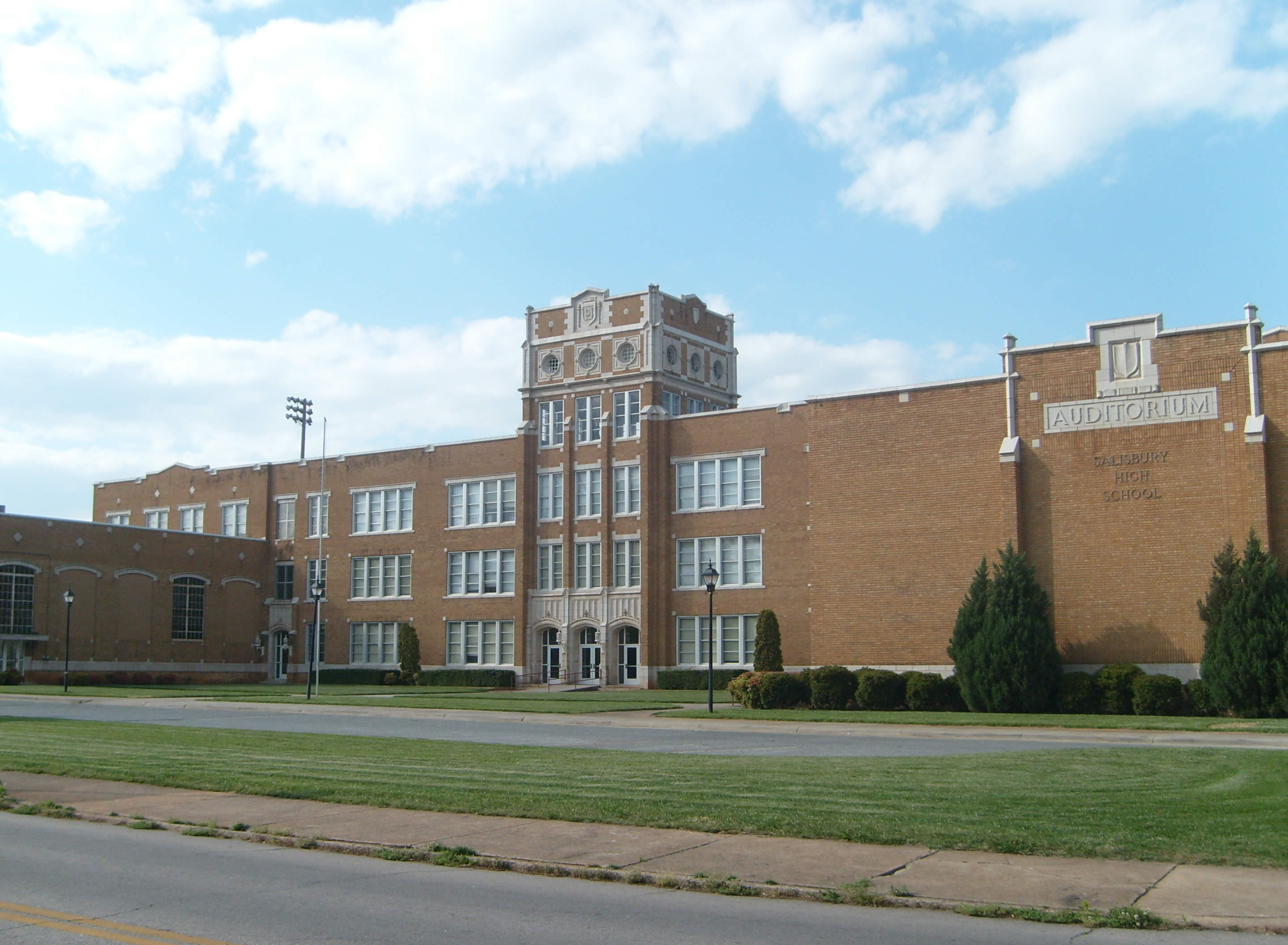
Средняя школа Солсбери
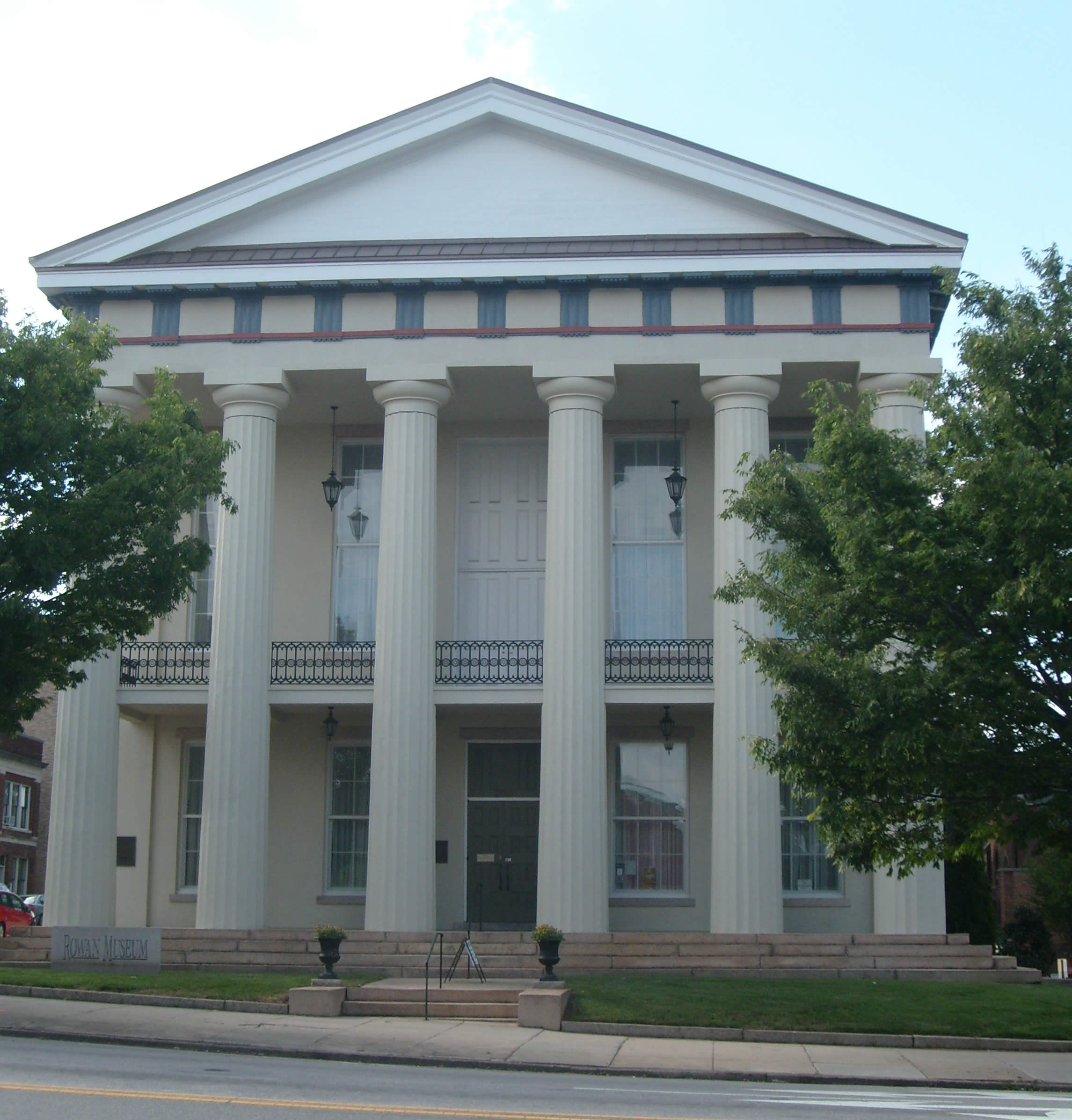
Музей
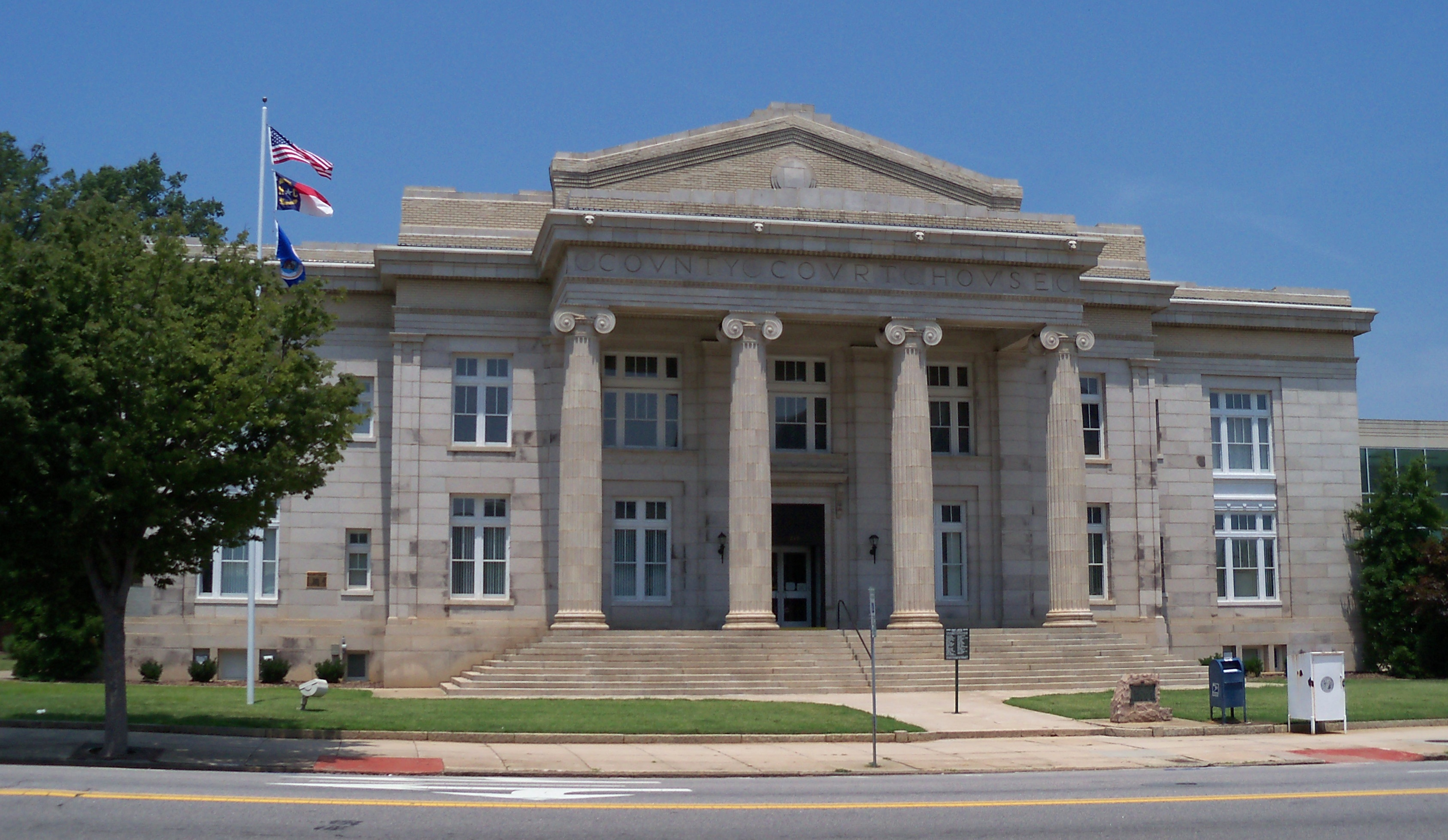
Здание окружного суда